# FC Jerewan
Der FC Jerewan (Ֆուտբոլային Ակումբ Երևան - Futbolayin Akumb Jerewan) war ein Fußballverein aus der armenischen Hauptstadt Jerewan. Er wurde 1995 gegründet und spielte fünf Jahre lang in der Bardsragujn chumb, der höchsten Spielklasse in Armenien. 1997 wurde der FC Jerewan armenischer Meister, 2000 wurde der Verein wieder aufgelöst. 

## Geschichte
In den ersten beiden Spielzeiten 1995/96 und 1996/97 in der höchster Spielklasse des Landes erreichte der FC Jerewan jeweils den dritten Platz. Die Platzierung berechtigte den FC Jerewan zur Teilnahme an der 1. Qualifikationsrunde des UEFA-Pokal 1997/98. Die beiden Partien gingen jedoch gegen Dnipro Dnipropetrowsk aus der Ukraine deutlich verloren (1:6, 0:2).
Nach der Umstellung auf den Jahresrhythmus in der Liga gewann der FC Jerewan 1997 den armenischen Meistertitel. In der Saison 1998/99 nahm der Hauptstadtklub somit an der 1. Qualifikationsrunde der UEFA Champions League teil, unterlag jedoch mit 0:2 und 0:3 gegen den finnischen Vertreter HJK Helsinki. In der Saison 1998 erreichte Jerewan den dritten Platz in der Meisterschaft und musste sich im Armenischen Pokalwettbewerb erst im Finale dem Meister Zement Ararat mit 1:3 geschlagen geben. 
In der Spielzeit 1999/2000 folgte eine erneute Teilnahme an der Qualifikation zum UEFA-Pokal. Der FC Jerewan unterlag allerdings 0:2 und 1:2 gegen Hapoel Tel Aviv aus Israel und blieb damit auch nach sechs internationalen Spielen sieglos. In der Saison 1999 erreichte der Klub noch den fünften Platz in der Liga.
2000 wurde der Verein wieder aufgelöst. Die Spieler schlossen sich überwiegend den anderen Vereinen der Stadt an.

## Trainer
- 1995: Gagik Tatevosyan
- 1995: Vagarshak Aslanyan
- 1995–1996: Samvel Darbinyan
- 1996–1997: Samvel Petrosyan
- 1997: Samvel Darbinyan
- 1997–1998: Ashot Khachatryan
- 1998–1999: Samvel Darbinyan
- 1999: Aramais Tonoyan

## Erfolge
- Armenischer Meister: 1997
- Armenischer Pokal: Finalist 1998

## Europapokalbilanz
| Saison    | Wettbewerb            | Runde                  | Gegner          | Gesamt | Hin     | Rück    |
| --------- | --------------------- | ---------------------- | --------------- | ------ | ------- | ------- |
| 1997/98   | UEFA-Pokal            | 1. Qualifikationsrunde | FK Dnipro       | 1:8    | 1:6 (A) | 0:2 (H) |
| 1998/99   | UEFA Champions League | 1. Qualifikationsrunde | HJK Helsinki    | 0:5    | 0:2 (A) | 0:3 (H) |
| 1999/2000 | UEFA-Pokal            | Qualifikation          | Hapoel Tel Aviv | 1:4    | 0:2 (H) | 1:2 (A) |

Gesamtbilanz: 6 Spiele, 6 Niederlagen, 2:17 Tore (Tordifferenz −15)